# Emathis astorgasensis
Emathis astorgasensis là một loài nhện trong họ Salticidae.
Loài này thuộc chi Emathis. Emathis astorgasensis được Alberto Barrion & James A. Litsinger miêu tả năm 1995.